# Edifício Copan

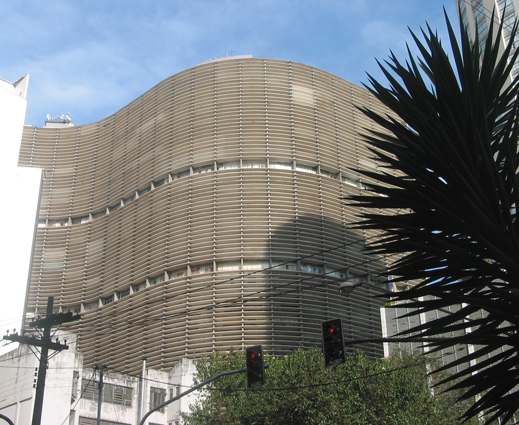
Edifício Copan

Edifício Copan este un zgârie-nori construit în orașul São Paulo, Brazilia. Are o înălțime de 140 m (460 ft). A fost dat în folosință în anul 1966. Acesta a fost proiectat de arhitectul Oscar Niemeyer.